# Tombe la neige
"Tombe la neige" is een nummer van de Belgisch-Italiaanse zanger Adamo. Het nummer verscheen op zijn gelijknamige album uit 1964. Dat jaar werd het nummer tevens uitgebracht als single.

## Achtergrond
"Tombe la neige", naar het Nederlands te vertalen als "De sneeuw valt", is geschreven door Adamo. Vanwege de titel wilden de producers van Adamo dat hij het nummer in de winter uit zou brengen, maar hij luisterde hier niet naar en de single kwam in de zomer van 1963 op de markt. In het nummer vergelijkt Adamo de vallende sneeuw en de bijbehorende kou met het gevoel van eenzaamheid.
Adamo bracht "Tombe la neige" uit in vele andere talen, waaronder het Duits ("Grau zieht der Nebel"), het Italiaans ("Cade la neve"), het Japans ("雪が降る"), het Spaans ("Cae la nieve"), het Portugees ("Cai a neve"), het Turks ("Her yerde kar var"), het Azerbeidzjaans ("Gar yaqir"), het Perzisch ("برف می‌بارد"), het Vietnamees ("Tuyết rơi"), het Russisch ("Идёт снег") en het Albanees ("Bie dëborë").
"Tombe la neige" werd een grote hit in België. In Wallonië werd het een nummer 1-hit, terwijl in Vlaanderen de tweede plaats werd gehaald. Het nummer is gecoverd door onder meer Danièle Vidal en Paul Mariat, terwijl Adamo in 2008 zelf een nieuwe versie opnam als duet met Laurent Voulzy op zijn album Le Bal Des Gens Bien. Het nummer verscheen in de films Y aura-t-il de la neige à Noël? (1996), Le Tout Nouveau Testament (2015) en La bonne épouse (2020).

## Hitnoteringen

### NPO Radio 2 Top 2000
| Nummer met noteringen in de NPO Radio 2 Top 2000 | '99 | '00 | '01 | '02 | '03 | '04 | '05 | '06 | '07 | '08 | '09 | '10 | '11 | '12  | '13  | '14  |
| ------------------------------------------------ | --- | --- | --- | --- | --- | --- | --- | --- | --- | --- | --- | --- | --- | ---- | ---- | ---- |
| Tombe la neige                                   | 464 | 531 | 347 | 506 | 496 | 493 | 387 | 427 | 226 | 355 | 795 | 635 | 895 | 1475 | 1743 | 1839 |

1. ↑  Een vetgedrukt getal geeft de hoogste notering aan.
2. ↑  Deze tabel is bijgewerkt tot en met de laatste editie (2024).

### Evergreen Top 1000
| Evergreen Top 1000 | Evergreen Top 1000 | Evergreen Top 1000 | Evergreen Top 1000 | Evergreen Top 1000 | Evergreen Top 1000 | Evergreen Top 1000 | Evergreen Top 1000 | Evergreen Top 1000 | Evergreen Top 1000 | Evergreen Top 1000 | Evergreen Top 1000 | Evergreen Top 1000 | Evergreen Top 1000 | Evergreen Top 1000 | Evergreen Top 1000 | Evergreen Top 1000 |
| Jaar               | 2008               | 2009               | 2010               | 2011               | 2012               | 2013               | 2014               | 2015               | 2016               | 2017               | 2018               | 2019               | 2020               | 2021               | 2022               | 2023               |
| ------------------ | ------------------ | ------------------ | ------------------ | ------------------ | ------------------ | ------------------ | ------------------ | ------------------ | ------------------ | ------------------ | ------------------ | ------------------ | ------------------ | ------------------ | ------------------ | ------------------ |
| Positie            | 101                | 142                | 72                 | 72                 | 64                 | 45                 | 36                 | 56                 | 82                 | 76                 | 220                | 218                | 212                | 211                | 216                | 223                |